# Diplolaimella signifera
Diplolaimella signifera is een rondwormensoort uit de familie van de Monhysteridae. De wetenschappelijke naam van de soort is voor het eerst geldig gepubliceerd in 1929 door Paramonov.